# 紅軍城遺址群
紅軍城遺址群（含南峰山石刻標語、旺蒼紅軍城）位於四川省廣元市旺蒼縣東河鎮]]，文物遺址年代判定為1933-1935年。2002年12月27日公佈為四川省第六批省級文物保護單位。